# 曼徹斯特 (密歇根州)
曼徹斯特（英語：Manchester）是一個位於美國密歇根州沃什特瑙縣的城市。

## 人口
根據2020年美國人口普查的數據，曼徹斯特的面積為5.81平方千米，當中陸地面積為5.51平方千米，而水域面積為0.30平方千米。當地共有人口2037人，而人口密度為每平方千米351人。